# Colibrí maragda de la Hispaniola
El colibrí maragda de la Hispaniola (Riccordia swainsonii) és una espècie d'ocell de la família dels troquílids (Trochilidae) molt comuna. Habita boscos i matolls de les muntanyes de l'illa de Hispaniola. Antigament era conegut com a Chlorostilbon swainsonii.
Té una ampla distribució. Viu al bosc dens de muntanya, les plantacions de cafè ombrívols, les vores del bosc i els matolls a altituds entre 300 i 2500 metres. Ocasionalment es pot trobar al nivell del mar, molt rarament a altituds de fins a 3075 metres. La Llista Vermella de la UICN l'ha classificat en la categoria risc mínim.